# エミユウスケ
エミ ユウスケは、日本のボードゲームデザイナー。ボードゲーム制作会社「株式会社リトルフューチャー」代表取締役。

## 略歴
ボードゲーム制作を始める前は美容専門学校の営業をしていたが、「自分でサービスをつくりたい」と株式会社リトルフューチャーを設立する。
会社の設立当初はボードゲーム制作ではなく、Web制作を行っていた。
ボードゲーム処女作となる『サンゴク』は、三国志をテーマにして趣味で作成したもの。
2016年には高円寺にボードゲームカフェ「LITTLE CAVE」を開店している。

## 作品リスト
- 2014年5月 - 「サンゴク」[1]
- 2014年11月 - サンゴク拡張セット「争覇の彼方」
- 2015年11月 - 「ワー！ワーウルフ」
- 2015年11月 - 「boketeカードゲーム」（ルール監修）
- 2015年11月 - 「クロノスハンター」（ルール監修）
- 2016年3月 - 「ゴールドエクスペリエンス～黄金体験～」
- 2016年5月 - 「サンゴクⅡ」
- 2016年11月 - 「ネコのきょうだいのひっこしやさん」
- 2017年5月 - 「キティズ」
- 2017年5月 - 「黄金体験」（リメイク）
- 2017年5月 - 「戦闘破壊学園ダンゲロスボードゲーム」（ルール監修）
- 2017年12月 - 「フルーツパティスリー」
- 2018年5月 - 「東京サイドキック」[3]
- 2018年12月 - 東京サイドキック拡張「デッドオンジアサイラム」
- 2019年5月 - 「オンリーユー」
- 2019年5月 - 東京サイドキック拡張セット第二弾「ボーダーライン」